# Ehlertsche Mühle Woldegk

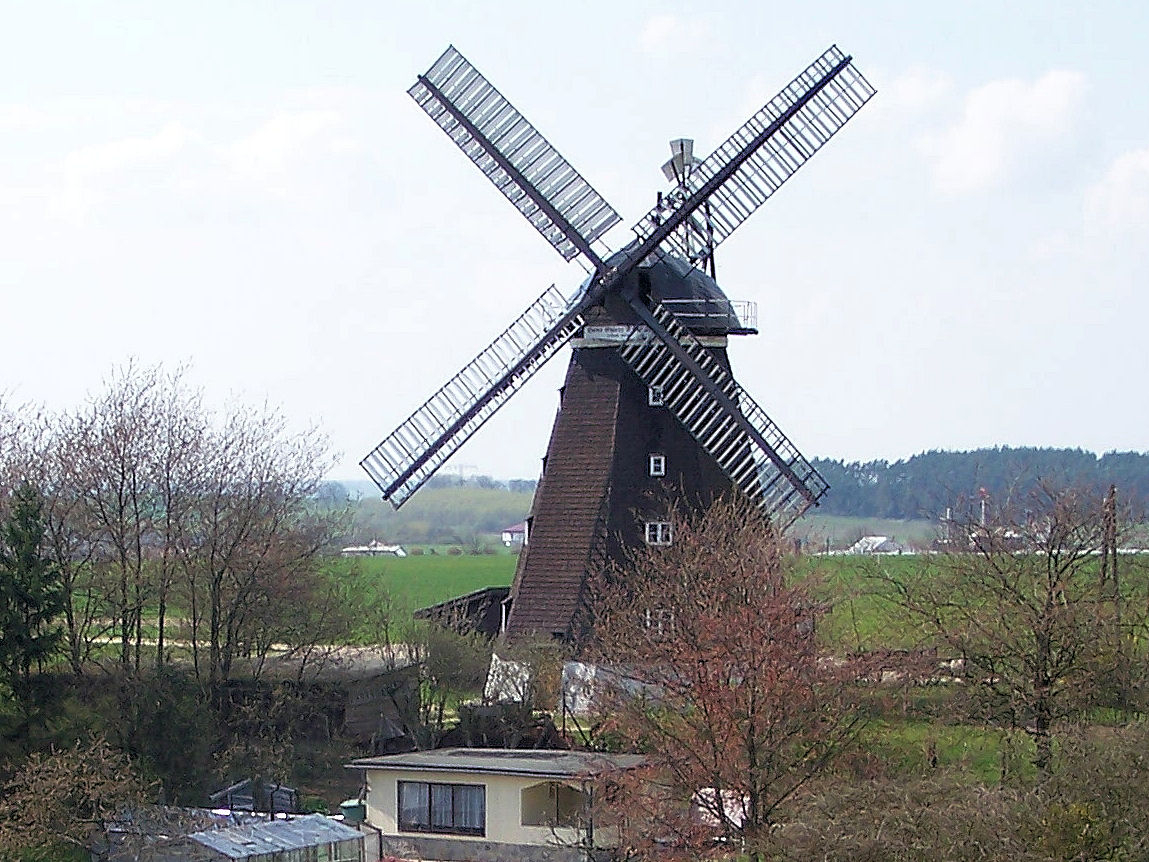

Die Ehlertsche Mühle in Woldegk (Landkreis Mecklenburgische Seenplatte, Mecklenburg-Vorpommern) am Mühlendamm wurde 1886 gebaut und ist heute ein technisches Museum.
Das Gebäude steht unter Denkmalschutz.

## Geschichte
Woldegk, die Stadt der Windmühlen mit 4315 Einwohnern (2019), wurde zwischen 1236 und 1250 angelegt und war eine wichtige Grenzstadt der Herrschaft Stargard.
Woldegk liegt am Fuße einer 179 Meter hohen Erhebung, dem Helpter Berg. Deshalb wurde hier zum Ende des 16. Jahrhunderts die erste von mehreren Windmühlen erbaut. Es sind von den ursprünglich sieben Mühlen noch fünf gut erhaltene unterschiedliche Mühlen außerhalb der Altstadt am Mühlenrundweg erhalten: Buddesche Mühle, Ehlertsche Mühle, Windmühle und Mühlencafé sowie etwas entfernter die Fröhlckesche Mühle (Seemühle) und die Gotthunskampmühle (Töpfermühle), die beide nur von außen betrachtet werden können.
Zunächst stand an diesem Standort eine 1703 erwähnte Bockwindmühle. Bis 1886 wechselt sie zwölfmal ihren Besitzer. 1886 wurde sie verkauft und durch eine Holländerwindmühle aus Brohm (Friedland) ersetzt. Die schlanke, viergeschossige Mühle war auf einem Sockel (Sockelgeschossholländer) errichtet worden. Der sechseckige Turm (Rumpf) und die drehbare Haube (oder Kappe) waren mit Schindeln aus Lärchenholz verkleidet. Die vollständig erhaltene, maschinelle und technische Ausstattung stammt aus der Zeit von etwa 1900.
Hans Ehlert sen. war seit 1926 Eigentümer der Mühle. Er betrieb die Müllerei bis 1969 (†). In den 1960er Jahren erfolgte die Umstellung auf elektrischen Betrieb und die Flügel wurden abgebaut. 1970 gab sein Sohn das Gewerbe auf. 1986 kaufte die Stadt die Mühle. Die im Originalstand erhaltene Mühle wurde 1991 saniert. Sie erhielt 1993 originalgetreue Flügel und wird seitdem noch als Schauanlage betrieben. Das technische Denkmal musste 2020 mit Fördermitteln des Landes erneut überholt werden.